# Cephalobares
Cephalobares là một chi nhện trong họ Theridiidae.